# Franco Festorazzi
Franco Festorazzi (Perledo, 29 novembre 1928 – Como, 24 giugno 2021) è stato un arcivescovo cattolico italiano.

## Biografia
Nacque a Perledo, all'epoca frazione di Varenna, in provincia di Como ed arcidiocesi di Milano, il 29 novembre 1928.
Fu ordinato sacerdote a Como il 28 giugno 1952 dal vescovo Felice Bonomini.
Studiò teologia e scienze bibliche alla Pontificia Università Gregoriana e al Pontificio Istituto Biblico di Roma e di Gerusalemme, ottenendo la licenza in Scienze bibliche e in Teologia.

### Biblista
Dal 1955 al 1990 fu docente di Sacra scrittura nel seminario di Como e, dal 1966, ordinario di Teologia biblica presso la Facoltà teologica dell'Italia settentrionale a Milano.
Nel 1966 pubblicò il suo testo fondamentale La bibbia e il problema delle origini. Papa Paolo VI lo lesse e lo apprezzò tanto da domandare, nel corso di un’udienza, se per caso non fosse presente anche don Festorazzi, perché aveva piacere di intrattenersi con lui.
Papa Montini si congratulò quindi con il giovane biblista di Como, incoraggiandolo nei suoi studi, riguardanti materie ed argomenti che, prima del Concilio, non erano tra le tesi dominanti.
A proposito dell'attenzione degli esegeti nei confronti delle scienze, scriveva Festorazzi: 
Fece parte dal 1988 del gruppo di lavoro di revisione della traduzione della Bibbia istituito nello stesso anno dalla presidenza della CEI, con il parere favorevole del Consiglio Permanente e della Commissione episcopale per la liturgia.
Nel 1994 succedette a mons. Wilhelm Egger alla presidenza del gruppo di lavoro incarico che ha mantenuto fino all'anno 2000. 
La revisione del Nuovo Testamento fu completata dopo otto anni e il testo fu approvato ad experimentum dal Consiglio Permanente del 23-26 settembre 1996.
Il lavoro di revisione si era reso necessario dopo la pubblicazione della Nuova Volgata, tipica per l'uso liturgico dal 1986, elaborata alla luce delle più recenti edizioni critiche dei testi originali. Alla revisione venne anche assegnato il compito di rendere la traduzione più fedele al testo originale e insieme più vicina ad un linguaggio moderno e comunicativo.
L'edizione in volume corredata da introduzioni e note fu curata nei mesi successivi e fu presentata da mons. Festorazzi e consegnata ai vescovi durante l'Assemblea Generale della CEI.

### Ministero episcopale
Eletto alla sede arcivescovile di Ancona-Osimo il 6 aprile 1991, ricevette la consacrazione episcopale nel duomo di Como il 18 maggio 1991 da mons. Alessandro Maggiolini, co-consacranti mons. Dionigi Tettamanzi e mons. Teresio Ferraroni.
Il 9 giugno, partendo dalla basilica della Santa Casa di Loreto, fece il suo ingresso nell'arcidiocesi metropolitana di Ancona-Osimo.
Con un'omelia semplice, ma ricca di contenuti si presentò ai suoi fedeli con grande franchezza e con sincerità chiedendo di essere aiutato a scrivere al Signore una grande lettera "che impegna me e voi per tutta la vita".
Con onestà disse che per scrivere questa lettera chiamava 
"Vengo a proclamare la libertà degli schiavi… a fasciare le piaghe dei cuori spezzati … a promulgare l'anno di misericordia del Signore… vi dico soltanto: aiutatemi ad essere umile di cuore lasciandomi spazi per la preghiera, per sentirmi totalmente dipendente dal Signore. Aiutatemi ad essere mite, cioè accogliente, misericordioso, paziente e operatore di pace, permettendomi di vivere con molta semplicità, senza eccessive formalità o limiti nel modo di atteggiarmi e di comportarmi con la mia gente. Infine ricordatevi sempre che questo programma il vostro vescovo l'ha scelto per realizzarlo con l'aiuto di Dio. Lui stesso per primo; ma con l'attesa e la speranza che diventi programma di vita di tutta la comunità.»
Nel giugno dello stesso anno ricevette dalle mani di papa Giovanni Paolo II il pallio.
Durante il servizio episcopale nell'arcidiocesi di Ancona-Osimo curò particolarmente l'aggiornamento biblico, promuovendo incontri diocesani annuali di approfondimento, molto attesi e partecipati.
Sotto la sua guida l'arcidiocesi visse il millenario della cattedrale di San Ciriaco preceduto dai bicentenari del Crocifisso di Osimo e del Prodigio della Madonna Regina di tutti i Santi di Ancona. Le celebrazioni furono aperte dal presidente della Repubblica Oscar Luigi Scalfaro e furono concluse dalla visita di papa Giovanni Paolo II. Come memoria, chiese di creare una struttura per l'ospitalità ai bisognosi: nacque così il Centro Santissima Annunziata, gestito dalla Caritas diocesana. Diede, inoltre, forte impulso all'"amicizia ebraico-cristiana" sottolineando, da sapiente biblista, i molteplici punti di incontro nei testi sacri.
Durante il periodo in cui visse ai piedi del Conero presiedette la Conferenza episcopale marchigiana. Durante la sua presidenza si occupò della popolazione marchigiana terremotata, mostrando sempre la sua vicinanza e portando conforto.
Il legame del terremoto che ha caratterizzato Umbria e Marche, dall'emergenza alla ricostruzione, ha trovato ancora maggiore alimento nel fatto che proprio nell'anno 2000 la Regione Marche ha offerto l'olio per la lampada posta sulla tomba di San Francesco: il 4 ottobre 2000, infatti, alla presenza del presidente del Consiglio dei ministri, e del presidente della Regione Marche, ha presieduto la solenne celebrazione eucaristica ad Assisi nella basilica di San Francesco.
Al compimento del 75º anno di età, come previsto dal Diritto Canonico, rassegnò al papa le proprie dimissioni dal governo pastorale dell'arcidiocesi. L'8 gennaio ne divenne amministratore apostolico fino al 7 marzo dello stesso anno. Si ritirò poi a vivere nella parrocchia di Sant'Agostino presso Como, sua diocesi natale, dove si spense nella notte tra il 23 e il 24 giugno 2021.

## Genealogia episcopale
La genealogia episcopale è:
- Cardinale Scipione Rebiba
- Cardinale Giulio Antonio Santori
- Cardinale Girolamo Bernerio, O.P.
- Arcivescovo Galeazzo Sanvitale
- Cardinale Ludovico Ludovisi
- Cardinale Luigi Caetani
- Cardinale Ulderico Carpegna
- Cardinale Paluzzo Paluzzi Altieri degli Albertoni
- Papa Benedetto XIII
- Papa Benedetto XIV
- Cardinale Enrico Enriquez
- Arcivescovo Manuel Quintano Bonifaz
- Cardinale Buenaventura Córdoba Espinosa de la Cerda
- Cardinale Giuseppe Maria Doria Pamphilj
- Papa Pio VIII
- Papa Pio IX
- Cardinale Alessandro Franchi
- Cardinale Giovanni Simeoni
- Cardinale Antonio Agliardi
- Cardinale Basilio Pompilj
- Cardinale Adeodato Piazza, O.C.D.
- Cardinale Sebastiano Baggio
- Vescovo Alessandro Maggiolini
- Arcivescovo Franco Festorazzi

## Pubblicazioni
- La Bibbia e il problema delle origini, Paideia, Brescia, 1966.
- Rivelazione biblica di Dio, in I teologi del Dio vivo, 1968.
- Introduzione alla storia della salvezza, in Il messaggio della salvezza 2, 1973.
- Gli scritti dell'Antico Testamento, in Il messaggio della salvezza 5, 1985.
- La voce della Sapienza - saggi di Teologia Biblica, 2008